# 1597
Năm 1597 (MDXCVII) là một năm thường bắt đầu vào thứ Tư (liên kết sẽ hiển thị đầy đủ lịch) trong lịch Gregory (hoặc một năm thường bắt đầu vào thứ Bảy của lịch Julius chậm hơn 10 ngày).